# Huff (serial telewizyjny)
Huff jest amerykańskim serialem telewizyjnym, emitowanym przez stację Showtime w latach 2004–2006. W tytułowej roli występuje Hank Azaria. W Polsce serial wyemitował kanał HBO.

## Obsada
- Hank Azaria – Dr. Craig 'Huff' Huffstodt
- Paget Brewster – Beth Huffstodt
- Anton Yelchin – Byrd Huffstodt
- Andy Comeau – Teddy Huffstodt
- Blythe Danner – Isabelle 'Izzy' Huffstodt
- Oliver Platt – Russell Tupper
- Kimberly Brooks – Paula Dellahouse
- Liza Lapira – Maggie Del Rosario
- Faith Prince – Kelly Knippers
- Jack Laufer – bezdomny Węgier